# Ricardo de Sousa Secco
Ricardo de Sousa Secco (né en 1955) est un botaniste brésilien.